# Emilia Rehnberg
Nanny Ragnhild Emilia Rehnberg, född 17 april 1996, är en svensk skådespelare och komiker.
Rehnberg flyttade till Stockholm från Örebro när hon var 19 år för studier på Calle Flygare Teaterskola.
Efter att hon börjat att ladda upp komiska klipp på Tiktok fick hon kontakt med komikern och skådespelaren Isak Löb, som även han gjorde små sketcher på Tiktok med sin rollfigur "Fjortisper". Tillsammans började de att göra humorklipp om rollfigurerna Per och Bettan. År 2024 hade duons humorserie Per & Bettan premiär på Sveriges Television.